# Josef Šural
Josef Šural (Hustopeče, 30 de maio de 1990 – Alanya, 29 de abril de 2019) foi um futebolista tcheco que jogou como defensor do Sparta Praha.

## Carreira

### Clubes
Šural começou sua carreira na equipa sub-19 do FC Zbrojovka Brno, e jogou pelo clube até 2008, quando foi contratado pelo 1. FC Brno. Em 2011, foi contratado pelo Slovan Liberec, permanecendo pelo clube até 2016, quando foi contratado pelo seu atual clube, o Sparta Praha, com valor de 1,75 milhões de euros e validade até 30 de junho de 2019.[carece de fontes?]

### Seleção Tcheca
Na Seleção Tcheca de Futebol sub-16, foi convocado em 2006, participando de 9 jogos e marcando 2 golos. Participou de todas as outras seleções juvenis até 2013, quando começou a jogar pela seleção principal. Participou de 10 jogos e marcou um golo. Atualmente está a participar da Eurocopa de 2016.

## Morte
Šural morreu em um grave acidente automobilístico, quando a van que transportava o time turco Alanyaspor, na região de Alanya, acidentou-se.